# تابلاط
تابلاط (به عربی: تابلاط) یک شهرداری در الجزایر است که در استان مدیه واقع شده‌است. تابلاط ۲۸٬۲۷۶ نفر جمعیت دارد.